# Günter Weiler

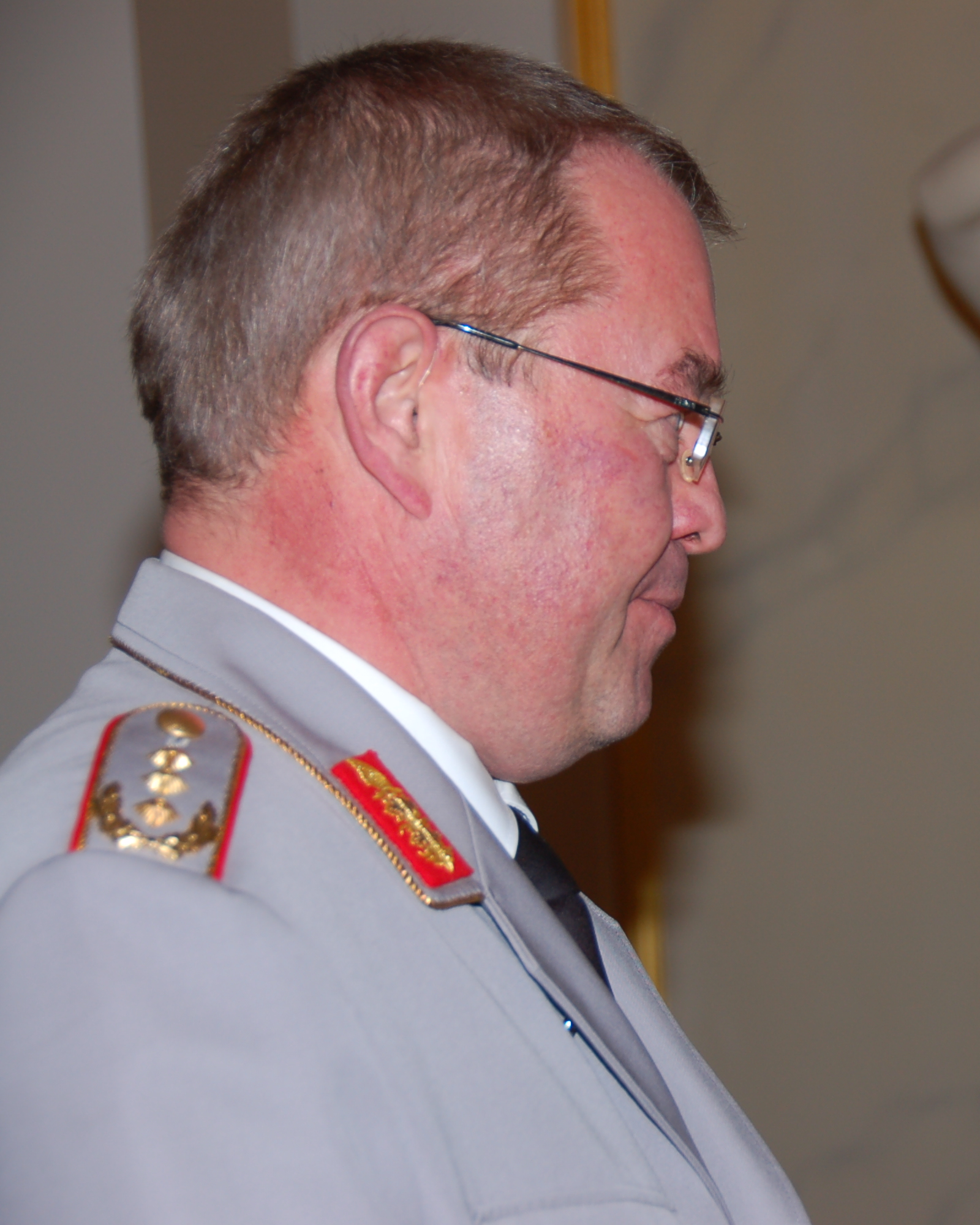
Günter Weiler bei der Verleihung der Quadriga 2010

Günter Friedrich Weiler (* 27. April 1951 in Duisburg) ist ein Generalleutnant des Heeres der Bundeswehr im Ruhestand. In seiner letzten Verwendung war er vom 16. September 2010 bis 9. April 2013 der Stellvertreter des Generalinspekteurs der Bundeswehr und Beauftragter für Reservistenangelegenheiten.

## Militärische Laufbahn

### Ausbildung und erste Verwendungen
Weiler trat 1969 beim Panzerbataillon 44 in Arolsen in den Dienst der Bundeswehr. In der Teilstreitkraft Heer absolvierte er die Ausbildung zum Panzeroffizier und wurde ab 1974 als Zugführer eines Panzerzuges und danach als Nachrichtenoffizier (S2) eingesetzt. 1976 übernahm Hauptmann Weiler den Posten des Kompaniechefs der 2. Kompanie des Panzerbataillons 54 (später 64) in Wolfhagen.

### Dienst als Stabsoffizier
Von 1982 bis 1984 absolvierte Weiler den Generalstabslehrgang an der Führungsakademie der Bundeswehr in Hamburg. Im Anschluss daran wurde er zum Major befördert und nach Münster versetzt, wo er im Stab des I. Korps unter dem Kommando von Generalleutnant Gerhard Wachter als Generalstabsoffizier für Übungsbearbeitung diente. Bereits ein Jahr später wurde Weiler abermals versetzt und diente von 1985 bis 1987 als Generalstabsoffizier für Operationen und Ausbildung und Chef des Stabes (G3) der Panzergrenadierbrigade 30 in Ellwangen unter dem Kommando der Obersten Klaus Naumann und Konrad Bader.
1987 wurde Oberstleutnant Weiler in das Bonner Bundesministerium der Verteidigung versetzt, wo er bis 1989 als Referent für Militärpolitik im Planungsstab des Bundesministeriums der Verteidigung unter der Führung von Ministerialdirektor Hans Rühle diente. Im Anschluss daran übernahm er in Boostedt das Kommando über das Panzerbataillon 184 und führte dies bis 1991. Nach diesem Truppenkommando wurde Weiler an die Hamburger Führungsakademie versetzt und diente dort als Dozent für Truppenführung und Tutor des Generalstabslehrgangs.
1992 kehrte Weiler zurück in das Bonner Verteidigungsministerium und diente dort von 1992 bis 1994 als Pressereferent des Inspekteurs des Heeres, zu dieser Zeit Generalleutnant Helge Hansen. Im Jahre 1994 diente Oberst Weiler zunächst als stellvertretender Adjutant und anschließend bis 1997 als Adjutant des Bundesministers der Verteidigung Volker Rühe (CDU).

### Dienst im Generalsrang
Am 5. September 1997 übernahm Weiler in Erfurt von Wolfgang Schneiderhan das Kommando über die Panzerbrigade 39 und führte diese bis zu ihrer Auflösung am 30. September 2001. Während dieser Verwendung absolvierte er 1998 im Rahmen der SFOR einen Auslandseinsatz in Bosnien und Herzegowina. Hier diente er als Kommandeur der Multinationale Brigade Centre in Rajlovac. Als Kommandeur der Panzerbrigade 39 wurde er 1999 zum Brigadegeneral ernannt.
Im Jahre 2001 wurde Weiler nach Berlin versetzt und diente dort bis 2005 als erster stellvertretender Leiter des Planungsstabes unter der Führung von Generalleutnant Wolfgang Schneiderhan und Franz H. U. Borkenhagen. Zum 1. März 2005 übernahm Weiler in Neubrandenburg unter Ernennung zum Generalmajor von Christian Trull das Kommando über die 14. Panzergrenadierdivision. Dieses Kommando führte er ein Jahr lang und gab es im April 2006 an Bruno Kasdorf ab.
Aufgrund der Entlassung des Stellvertretenden Inspekteurs des Heeres, Jürgen Ruwe, im Januar 2006 übernahm Weiler unter Ernennung zum Generalleutnant am 1. März 2006 diesen Posten. Nach vier Jahren gab er diesen Posten im Herbst 2010 an Bruno Kasdorf ab.
Weiler selbst übernahm am 16. September 2010 von Generalleutnant Johann-Georg Dora den Posten des Stellvertretenden Generalinspekteurs der Bundeswehr und wurde am 9. April 2013 mit einem Großen Zapfenstreich in den Ruhestand verabschiedet.

## Privates
Weiler ist verheiratet und hat zwei Söhne.